# مسجد البلوري
المسجد البلوري مسجد مصنوع من البلور الخالص يقع في مدينة كوالا ترغكانو في الشمال الشرقي من شبه الجزيرة الماليزية، وأمر ببنائه السلطان ميزان زين العابدين في العام 2006 ليستغرق بناؤه عامين. افتتح في 8 شباط 2008.
مسجد الكريستال هو ثاني أكبر مساجد جنوب شرق آسيا بعد جامع الاستقلال في جاكارتا، وأحد أجمل المساجد في ماليزيا. يقع في حديقة التراث الإسلامي في منطقة ون مان آيلاند في ولاية ترينغانو في مدينة كوالا ترغكانو التي يبلغ عدد سكانها ثلاثمائة ألف نسمة، وهي محاطة ببحر الصين من ثلاث جهات.
يتسع المسجد لأكثر من 15 ألف مصلّْ. ويعد منطقة جذب سياحي رئيسية في أرض ترغكانو.